# Prix François-Chalais
Le prix François-Chalais est une récompense de cinéma décernée au cours du Festival de Cannes à un film voué aux valeurs du journalisme.

## François Chalais à Cannes
François Chalais, journaliste et chroniqueur de cinéma, assure la couverture du Festival de Cannes depuis 1946. Il dresse dans ses émissions comme Cinépanorama ou Reflets de la Croisette, un panorama du cinéma mondial et fait découvrir aux téléspectateurs ce qu'il nommait « le bocal aux illusions [avec] son rideau d'azur, de néon et d'écume », du glamour des stars à la sottise, la médiocrité et l'envie de ceux qui cherchent à « faire de l'ombre à la beauté et au talent ». 

## Création du Prix
Le prix François-Chalais est créé en 1996 par sa femme Mei-Chen Chalais pour rendre hommage au travail du grand reporter et de l'homme de cinéma qui a couvert près d'une cinquantaine d'éditions du Festival. Il est décerné chaque année à la veille du palmarès de la compétition officielle et récompense un film voué aux valeurs du journalisme.

## Palmarès

### Années 1990
- 1997 : Le Cercle parfait (Savršeni krug) d'Ademir Kenović  Bosnie-Herzégovine[2]
- 1998 : West Beyrouth (بيروت الغربية, Beyrouth Al Gharbiyya) de Ziad Doueiri
- 1999 : L'Autre (الآخر) de Youssef Chahine  Égypte

### Années 2000
- 2000 :  Kippour (כיפור) d'Amos Gitaï  Israël
- 2001 : Made in the USA de Sólveig Anspach  Belgique  France
- 2002 : Les Chants du pays de ma mère (گم‌گشتگی در عراق, Gomgashtei dar Aragh) de Bahman Ghobadi  Iran
- 2003 : S21, la machine de mort khmère rouge de Rithy Panh  Cambodge  France
- 2004 : Carnets de voyage (Diarios de motocicleta) de Walter Salles  Argentine
- 2005 : Une fois que tu es né (Quando sei nato non puoi più nasconderti) de Marco Tullio Giordana  Italie  France  Royaume-Uni
- 2006 : Indigènes de Rachid Bouchareb  Algérie  Maroc  France  Belgique
- 2007 : Un cœur invaincu (A Mighty Heart) de Michael Winterbottom  Royaume-Uni  États-Unis
- 2008 : Une histoire italienne (Sanguepazzo) de Marco Tullio Giordana  Italie  France
- 2009 : Les Chats persans (کسی از گربه های ایرانی خبر نداره, Kasi az gorbehaye irani khabar nadareh) de Bahman Ghobadi  Iran

### Années 2010
- 2010 : Le Secret de Chanda (Life, Above All) d'Oliver Schmitz  Afrique du Sud
- 2011 : Et maintenant, on va où ? (وهلّأ لوين؟) de Nadine Labaki  Liban  Égypte  France  Italie
- 2012 : Les Chevaux de Dieu (يا خيل الله) de Nabil Ayouch  Maroc  France  Belgique
- 2013 : Grand Central de Rebecca Zlotowski  France
- 2014[3] :
  - Compétition : Timbuktu d'Abderrahmane Sissako  Mauritanie  France
  - Mention spéciale : Le Sel de la Terre (The Salt of the Earth) de Wim Wenders et Juliano Ribeiro Salgado  Brésil
- 2015 : Le Fils de Saul (Saul fia) de László Nemes  Hongrie
- 2016 : Le Disciple (Ученик, (M)uchenik) de Kirill Serebrennikov  Russie
- 2017 : 120 battements par minute de Robin Campillo  France
- 2018 : Yomeddine de Abu Bakr Shawky  Égypte  États-Unis  Autriche
- 2019 : Une vie cachée (A Hidden Life) de Terrence Malick  États-Unis

### Années 2020
- 2021 : Un héros d'Asghar Farhadi  Iran  France
- 2022 : Boy from Heaven de Tarik Saleh  Suède
- 2023 : Les Filles d'Olfa de Kaouther Ben Hania  Tunisie
- 2024 : Les Graines du figuier sauvage (دانه انجیر مقدس) de Mohammad Rasoulof  Iran
- 2025 : Deux Procureurs (Два прокурора, Dva prokourora ) de Sergueï Loznitsa  France  Allemagne  Roumanie  Lettonie  Pays-Bas  Lituanie

## Honfleur
Un Prix François-Chalais du Meilleur scénario est remis chaque année au Festival du cinéma russe à Honfleur dont François Chalais fut le président lors de la première édition en 1995.